# 兵庫県立伊川谷北高等学校
兵庫県立伊川谷北高等学校（ひょうごけんりつ いかわだにきたこうとうがっこう）は、兵庫県神戸市西区に所在する県立高等学校。新第1学区では1番新しく設置された。
2025年度より兵庫県立伊川谷高等学校と統合し兵庫県立神戸学園都市高等学校（仮称）となることが発表されている。発表は2022年（令和4年）7月14日に兵庫県教育委員会より、11月17日には当校に統合校が設置されることが決定した。

## 概要

### 設置学科
- 全日制課程
  - 普通科
    - 文系
    - 理系
    - 芸系

### 創立記念日
- 11月1日

### 校風
- 校訓「自律・敬愛・協調・創造」
- 校是「未来を拓く」
  - 先人の知恵に学び、未来に生きる糧とし、常に挑戦者としての気概と姿勢を貫く。

### 特色
- 芸術類型を設置し、個性あふれる人材を育てる。
- 一般入試のほかに、「特色選抜入試」がある。受験者は、書道･音楽･美術の３つのうちから受験したい科目を１つ選択し、その科目の実技試験と面接試験の結果で合否判定がなされる。

## 沿革
- 1986年（昭和61年度） - 現校地において開校する。
- 1988年（昭和63年度） - 『未来を拓く』記念碑除幕式を行う。
- 1989年（平成元年度） - 校歌制定。
- 1993年（平成5年度） - 校訓碑除幕式を行う。
- 1995年（平成6年度） - 阪神・淡路大震災により被害を受ける。
- 1999年（平成11年度） - オープンハイスクール開始。
- 2003年（平成14年度） - 特色選抜・複数志願制を実施、芸術類型を設置。
- 2005年（平成17年度） - 創立20周年記念式典。
- 2015年（平成27年度） - 創立30周年記念式典。
- 2022年（令和4年）7月14日 - 兵庫県立伊川谷高等学校との統合が発表される[1]。
- 2022年（令和4年）11月17日 - 2025年度に開校する統合校は兵庫県立伊川谷北高等学校の校地を使用することが決定[2]。
- 2023年（令和6年）12月21日 -校名を 兵庫県立神戸学園都市高等学校にする事を発表した

## 部活動
吹奏楽部･放送部・書道部の活動が活発なことで知られている。
運動部
- 陸上競技部
- 野球部
- サッカー部
- 硬式テニス部
- 軟式テニス部
- バレーボール部
- バスケットボール部
- ハンドボール部
- ソフトボール部
- 柔道部
- 剣道部
- 卓球部
- 水泳部

文化部
- 吹奏楽部
- 美術部
- 家庭科部
- 書道部
- 茶道部
- 華道部
- 放送部
- 写真部
- 演劇部
- 囲碁将棋部
- ダンス部
- コンピューター部
- ESS
- サイエンス部

## 主な部活動成績
- 放送部 - 2007年度NHK杯全国放送コンテスト決勝創作ラジオドラマ「DE☆BE☆SO」優勝
- 吹奏楽部
  - 全日本吹奏楽コンクール兵庫県大会　金賞（県代表）３年連続 　　　　　　　2005.2009年度関西吹奏楽コンクール金賞　
  - 2008年から2年連続兵庫県吹奏楽コンクール最優秀賞
  - 2018年度全日本吹奏楽コンクール兵庫県大会 金賞（県代表）

## 出身者
- のはしたろう（みちのくプロレス）
- 宮村優子（声優）
- 松原弘一良 （編集者ライターデザイナー）
- 坪井湧也（サッカー選手）